# Сербаев, Владимир Алексеевич
Владимир Алексеевич Сербаев (даты жизни неизвестны) — советский биатлонист, серебряный призёр чемпионата СССР в эстафете (1979), чемпион СССР по летнему биатлону в эстафете (1979). Мастер спорта СССР.

## Биография
В начале своей карьеры выступал за спортивное общество «Буревестник», с 1978 года — за Вооружённые Силы (СКА). Представлял город Томск.
В 1978 году стал абсолютным чемпионом ЦС СДСО «Буревестник». Перейдя в армейскую команду, неоднократно становился чемпионом и призёром чемпионатов Вооружённых сил СССР, различных всесоюзных стартов. На чемпионате СССР 1979 года выиграл серебряные медали в эстафете в составе сборной Вооружённых Сил. В 1979 году на чемпионате СССР по летнему биатлону стал чемпионом в эстафете в составе команды Вооружённых Сил вместе с Юрием Артемьевым, Николаем Кругловым и Александром Ушаковым. На Спартакиаде народов РСФСР 1982 года стал победителем в эстафете и серебряным призёром в спринте.
Дальнейшая судьба неизвестна.